# Prosopocera aemilii
Prosopocera aemilii là một loài bọ cánh cứng trong họ Cerambycidae.